# Портсмут (Нью-Гемпшир)
Портсмут (англ. Portsmouth) — місто (англ. city) в США, в окрузі Рокінґгем штату Нью-Гемпшир. Населення — 21 956 осіб (2020).

## Географія
Портсмут розташований за координатами 43°3′38″ пн. ш. 70°46′49″ зх. д. / 43.06056° пн. ш. 70.78028° зх. д. (43.060595, -70.780348). За даними Бюро перепису населення США в 2010 році місто мало площу 43,64 км², з яких 40,49 км² — суходіл та 3,14 км² — водойми.

### Клімат
| Клімат : Портсмут       | Клімат : Портсмут | Клімат : Портсмут | Клімат : Портсмут | Клімат : Портсмут | Клімат : Портсмут | Клімат : Портсмут | Клімат : Портсмут | Клімат : Портсмут | Клімат : Портсмут | Клімат : Портсмут | Клімат : Портсмут | Клімат : Портсмут | Клімат : Портсмут |
| Показник                | Січ.              | Лют.              | Бер.              | Квіт.             | Трав.             | Черв.             | Лип.              | Серп.             | Вер.              | Жовт.             | Лист.             | Груд.             | Рік               |
| Середній максимум, °C   | 0                 | 0                 | 5                 | 11                | 18                | 23                | 26                | 25                | 21                | 15                | 9                 | 1                 | 12                |
| Середня температура, °C | −4                | −4                | 1                 | 7                 | 12                | 18                | 21                | 20                | 16                | 10                | 5                 | −2                | 8                 |
| Середній мінімум, °C    | −9                | −8                | −3                | 2                 | 7                 | 13                | 16                | 15                | 11                | 5                 | 1                 | −6                | 3                 |
| ----------------------- | ----------------- | ----------------- | ----------------- | ----------------- | ----------------- | ----------------- | ----------------- | ----------------- | ----------------- | ----------------- | ----------------- | ----------------- | ----------------- |
| Джерело:                |                   |                   |                   |                   |                   |                   |                   |                   |                   |                   |                   |                   |                   |

## Демографія
Згідно з переписом 2010 року, у місті мешкало 20 779 осіб у 10 014 домогосподарствах у складі 4736 родин. Густота населення становила 476 осіб/км². Було 10625 помешкань (243/км²).
Расовий склад населення:
| - 91,5 % — білих - 3,5 % — азіатів - 1,7 % — чорних або афроамериканців - 0,2 % — корінних американців |

До двох чи більше рас належало 2,3 %. Частка іспаномовних становила 2,8 % від усіх жителів.
За віковим діапазоном населення розподілялося таким чином: 16,6 % — особи молодші 18 років, 67,5 % — особи у віці 18—64 років, 15,9 % — особи у віці 65 років та старші. Медіана віку мешканця становила 40,3 року. На 100 осіб жіночої статі у місті припадало 94,2 чоловіків; на 100 жінок у віці від 18 років та старших — 92,6 чоловіків також старших 18 років.
Середній дохід на одне домашнє господарство становив 92 435 доларів США (медіана — 71 392), а середній дохід на одну сім'ю — 115 414 долари (медіана — 96 858). Медіана доходів становила 62 050 доларів для чоловіків та 50 021 долар для жінок. За межею бідності перебувало 6,6 % осіб, у тому числі 7,5 % дітей у віці до 18 років та 5,6 % осіб у віці 65 років та старших.
Цивільне працевлаштоване населення становило 12 359 осіб. Основні галузі зайнятості: освіта, охорона здоров'я та соціальна допомога — 22,7 %, науковці, спеціалісти, менеджери — 16,3 %, роздрібна торгівля — 11,8 %, мистецтво, розваги та відпочинок — 11,0 %.